# Pelotas

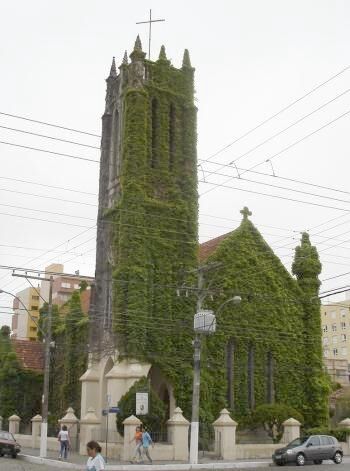
Kościół Igreja do Redentor

Pelotas – miasto i port morski w południowej Brazylii, w stanie Rio Grande do Sul, położone nad kanałem São Gonçalo łączącym laguny Mirim i Patos. Zostało założone w 1789 roku, zamieszkuje je 343 826 osób (2021).
W mieście rozwinął się przemysł spożywczy, odzieżowy oraz skórzany.
W mieście mają siedzibę kluby piłkarskie Brasil de Pelotas, EC Pelotas i GA Farroupilha.